# Les Exploits de Marius
Pour plus de détails, voir Fiche technique et Distribution.
Les Exploits de Marius est un  court métrage d'animation français réalisé par Robert Lortac et sorti le 29 juin 1917,. 

## Synopsis
Marius raconte ses exploits à travers le monde à son fils. Il dépeint ses affrontements face à un tigre royal dans le désert, un bison dans la savane et une baleine au Pôle Nord. Effrayée par les récits la pendule se dérègle et les murs tremblent. Le petit Marius enthousiasmé veut essayer son adresse et s'attire une correction de son père.

## Fiche technique
- Réalisateur : Robert Lortac
- Société de Production : Pathé-Journal
- Métrage : 130 mètres
- Pays d'origine :  France
- Sujet dans Pathé Journal n° 55
- Annoncé dans Ciné-Journal n° 406/102 du 26 mai 1917
- Sortie : Omnia Pathé, Paris, du 29 juin 1917 au 5 juillet 1917
- Numéro de film : 7921